# ディズニー・パラダイス・ピア・ホテル
ディズニー・パラダイス・ピア・ホテル（Disney's Paradise Pier Hotel）はアメリカのディズニーランド・リゾート内にある公式ディズニーホテルである。

## 概要
ディズニー・パラダイス・ピア・ホテルは、カリフォルニア州アナハイムのディズニーランド・リゾートにあるホテルである。
ウォルト・ディズニー・カンパニーが所有するリゾートホテルで、4大事業内の1つのディズニー・エクスペリエンスによってを通じて運営されている。

## 改名
このホテルはもともと東急グループが建設、所有し、1984年にアナハイムのエメラルドホテルしてオープンした。東急がエメラルドとパンパシフィックのホテル部門を合併した1989年に、アナハイムのパンパシフィックホテルと改称した。
ディズニー社は1995年に東急からホテルを購入し、ディズニーランド・パシフィックホテルと名前を変更され、その後、ディズニー・パラダイス・ピア・ホテルとして改名された。

## モデル
各部屋は、カジュアルながらを残した1920年代初頭の海辺のパビリオンホテルをモチーフにしており、海辺を思い出す砂と波をモチーフにした調度品や装飾、パークにちなんだ格調高い美術品がある。
ディズニー・パラダイス・ピア・ホテルで、カリフォルニア・ボードウォークの全盛期をモデルとしている。海辺をテーマにした客室や、太陽の下でくつろげる屋上プールなどゆったりとした時間を過ごす事ができる。

## プール
パラダイス・プールとウォータースライダー「カリフォルニア・ストリーミン」がある陽光降り注ぐ屋上プールデッキからは、チルドレンズ・プールや、パラダイス・スパにはのんびりと体を休めたい大人向けのジェットスパ付ホットタブがある。
森林のような敷地内には、のどかなファウンテン・プール、チルドレンズ・プール、そして風雨よけ付きのホットタブや4つのプライベート・カバナ（別料金）を備えたマリポサ・プールがあり、3階のプールデッキからは、ディズニーランド・パークの花火やライブ演奏を鑑賞できる。

## ホテル内からの景色
ディズニー・パラダイス・ピア・ホテルは、家族構成に対応可能な様々な大きさの部屋を備え、部屋からディズニー・カリフォルニア・アドベンチャー内で夜に行われるウォーター・ショー「ワールド・オブ・カラー」を眺めることもできる。